# Калварице (Земун)
Калварице су камене степенице са 128 газишта на југоисточној падини лесног брега Калварија (по коме су и добиле име), једном од три најпопуларнија и најлепша брега у Земуну, изнад Тошиног бунара, који због своје лепоте често називају и „Земунско Дедиње”. 
Након бројних активности креативне групе младих из Земуна, под слоганом „Земунци за степенице”, који су по реализацији интересантног ликовно, историјског и еколошког пројекта обновили, до тада неугледне и запуштене степеница, и на сваком од 128 степеника уписали имена славних Земунаца. Тако су од њих створили специфичну културну оазу и спортску и туристичку атракцију Калварије, Земуна, а шире гледано и Београда.

## Назив
Назив Калварице осмислио је Јовица Пиљак, један од учесника обнове овог степеништа у склопу акције Земунци за степенице, након подношења предлога назива и гласања спроведеног преко интернета. Његов предлог, Калварице је усвојен од већине гласача, највероватније јер се етимолошки најбоље уклапао са називом лесног брега Калварија у истоименом насељу Земуна, у коме су степенице и саграђене. 

## Намена
Као функционална целина парка Калварија и истиоименог насеља Калварија, степенице су изграђене са намером да пешачком комуникацијом споје горњи део лесног брега Калварија са подножјем, односно како то Земунци кажу, да споје горњи град са доњим градом. 

## Положај и пространство
„Калварице” се налазе на стрмој падини лесног брега (или брда како га неки зову) Калварија између парка Калварија, на надморској висин од 116. м, и улице Светозара Милетића, у подножју лесног брега.
Прилаз
Степеницама се може прићи из парка Калварија са:
- Горње стране — пешице, моторним возилима и другим средствима превоза из Улице Ђорђа Пантелића и др Недељка Ерцеговца, са југа и запада.
- Доње стране — само пешице, из доњег Земуна (Доњи Град) и Новог Београда, са југоисточне стране из Улице Светозара Милетића, Спиртине и Тошин бунар.

Калварице су одлично саобраћајно повезана са другим деловима Земуна и Београда линијама градског превоза 15, 18, 78, као и ноћном линијом 15, са стајалиштима у улицама Тошин Бунар, Теодора Херцла и Првомајска.

## Архитектура
Калварице су усечене у добро оцедну, стрму југоисточну падину лесног брега Калварија, од његовог подножја до врха, под углом од око 50°, у дужини од око педесетак метара, и ширини од око 1,5 метар. 
Саграђене су од 128 камених газишта, из једног комада, и десетак, каменим плочама прекривених одмаралишта. Са обе стране степениште је оивичено бетонским парапетом ширине и висине око 30 cm, у коме је на забетонираним вертикалним стубићима целом висином степеништа постављен заштитни гвоздени рукохват, или ограда која у изломљеној линији прати конфигурацију газишта и одмаралишта.
Степениште је целом висином са једне стране ноћу осветљено канделаберима на металним стубовима, а са обе стране пошумљено ниским и високим растињем.

## „Земунци за степенице”
Пројекат под називом „Земунци за степенице”, средином 20-тих година 21. века, одиграо је значајну улогу у обнови ове грађевине која је због дуготрајне изложености зубу времена била у визуелном и еколошки јако лошем стању. 
Вођени идејом Ненада Хегедиша, који је на ову замисао дошао након обиласка сличних степеница (са 215 газишта) које је оплеменио уметничким мозаиком у бојама Бразила, ликовни уметник Ескадариа Серион, око себе је окупио групу ентузијаста, који су према њиховим речима, имали за циљ...да оставе траг у историји града, са надом да ће степенице постати и туристичка атракција.
Вођени идејом да се Земун прикаже као град са богатом историјом, кроз коју је дао многе умне људе и врхунске спортисте, у овој групи ентузијаста поред Ненада Хегедиша нашли су се и: Наташа Чулина, Вера Шерцел, Понош Иван, Славољуб Спасојевић, Иван Ивановић, Стеван Сремац, Марија Белановић, Тамара Станојевић, Бранко Најхолд (историчар Земуна).
Наведан група ентузијаста је пре покретања радова на уређењу степеништа, прво преко интернета организовала достављање предлога и гласање за њихов нови назив, а паралелно и гласање за избор знаменитих личности Земуна чија имена су требало да се нађу на сваком од 128 степаника. 
Након спроведеног изјашњавања и гласања преко интернета, победнички назив „Калварица” послао је Јовица Пиљак, а 128 изабраних, од 200 понуђених имена знаменитих Земунаца (од стране организатора акције), потом се нашло на вертикалној страни сваког од степеника.
Биографије људи који су својим заслугама изборили част да се њихово име нађе на степеницама исписана су на табли, постављеној у горњем делу степаница на Калварији, заједно са фотографијама организатора ове акције и предлагача имена „Калварице” (види слику десно).
После завршених радова на обнови и декорисању степеница, у циљу њихове културне и туристичке афирмације, написана је и објављена књига „Људи са басамака” аутора Бранка Најхолда и Ненада Хегедиша.